# Aeropuerto de Montelimar
El Aeropuerto de Montelimar (IATA: MNMR, OACI: MNMR) es un aeropuerto que sirve a Playa Montelimar del municipio de San Rafael del Sur, en el departamento de Managua, Nicaragua.